# Речной (Тверская область)
Речной — поселок в Кесовогорском районе Тверской области. Входит в состав Кесовского сельского поселения.

## География
Находится в юго-восточной части Тверской области у западной окраины районного центра поселка Кесова Гора.

## История
Показан был уже только на карте 1983 года.

## Население
Численность населения: 101 человек (русские 100 %) в 2002 году, 94 в 2010.